# Медник жовтощокий
Ме́дник жовтощокий (Caligavis chrysops) — вид невеликих горобцеподібних птахів родини медолюбових (Meliphagidae). Свою наукову і українську назву він отримав через характерні жовті смуги на щоках. Гучний, дзвінкий крик цього птаха часто можна почути за двадцять-тридцять хвилин до світанку. Жовтощокі медники широко поширені на сході і південному сході Австралії, у склерофітних рідколіссях, від прибережних дюн до високогірних субальпійських районів, а також у рідколіссях вздовж струмків і річок. Вони мають відносно короткий дзьоб як на медолюбів, пристосований до живлення мухами, павуками і жуками, а також нектаром і пилком квітучих рослин, таких як Banksia і Grevillea, і соковитими плодами. Ці птахи ловлять комах в польоті, а також збирають їх з листя дерев і кущів.
Деякі жовтощокі медники ведуть осілий спосіб життя, однак з березня по травень сотні тисяч цих птахів мігрують на північ, де зимують в південному Квінсленді. В липні та серпні вони повертаються до місць свого гніздування на півдні Нового Південного Уельсу та в штаті Вікторія. Жовтощокі медники формують моногамні пари і відкладають два-три яйця в невелике чашоподібне гніздо. Успішність гніздування може бути низькою, і пари гніздяться кілька разів протягом сезону розмноження.
Жовтощокі медники віддають перевагу лісистій місцевості, яка є вразливою до знищення природного середовища. Однак вони є досить поширеними птахами в межах свого ареалу, через що Міжнародний союз охорони природи (МСОП) класифікує їх як такий вид, що не потребує особливих заходів зі збереження. У деяких районах жовтощокі медники вважаються шкідниками фруктових садів.

## Таксономія

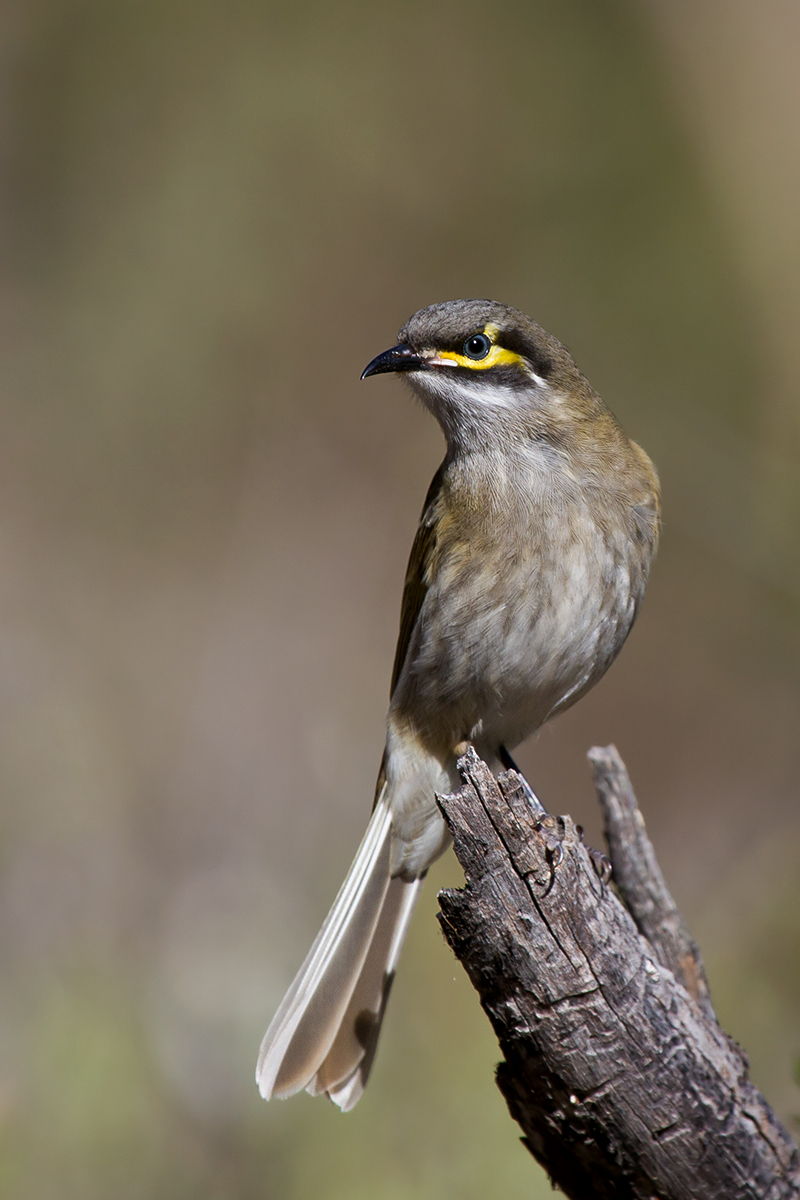
Жовтощокий медник (Вікторія)

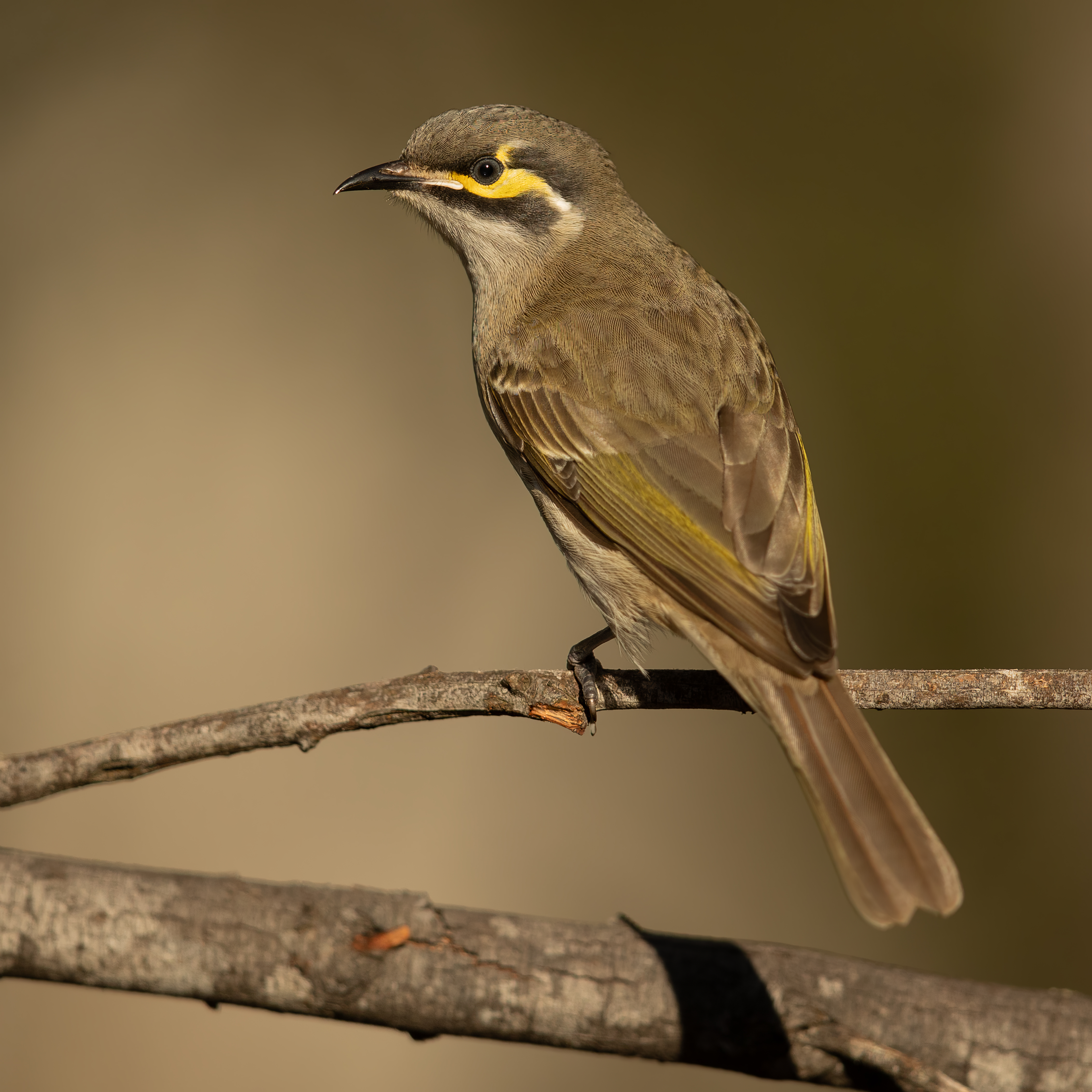
Жовтощокий медник (Новий Південний Уельс)

Жовтощокий медник був науково описаний британським орнітологом Джоном Летемом у праці 1801 року Supplementum Indicis Ornithologici, sive Systematis Ornithologiae під назвою Sylvia chrysops. Французький орнітолог Луї Жан П'єр В'єйо описав його як Melithreptus gilvicapillus у 1817 році, а англійський зоолог Джордж Роберт Грей як Ptilotis trivirgata у 1869 році, однак наразі ці назви вважаються синонімічними. Видова назва chrysops походить від сполучення слів дав.-гр. χρυσος — золото і πρόσωπο — лице.
Традиційно жовтощоких медників відносили до роду Медолюб (Meliphaga) або Медник (Lichenostomus), однак за результатами молекулярно-генетичного дослідження, опублікованого в 2011 році, вони були переведені до відновленого роду Caligavis разом з чорногорлими і темними медниками. Наукова назва цього роду походить від сполучення слів лат. caligo — темнота і avis — птах. Генетичне дослідження 2017 року з використанням як мітохондріальної, так і ядерної ДНК показало, що предок жовтощоких медників відокремився від загального предка двох інших видів Caligavis приблизно сім мільйонів років назад.

### Підвиди
Міжнародна спілка орнітологів (IOU) виділяє три підвиди жовтощокого медника:
- C. c. barroni (Mathews, 1912)[13] — північний схід Квінсленда (від плато Блекдаун[en] і хребта Кларк[en] до плато Атертон);
- C. c. chrysops (Latham, 1801) — схід Австралії (від південно-східного Квінсленда до південної Вікторії і південного сходу Південної Австралії);
- C. c. samueli (Mathews, 1912)[14] — південь Австралії (від південної частини хребта Фліндерс до хребта Маунт-Лофті[en]).

Підвид C. c. barroni визначається в праці Handbook of the Birds of the World як такий, що слабо відрізняється від номінативного підвиду і, можливо, такий, що не заслуговує на визнання.

## Опис

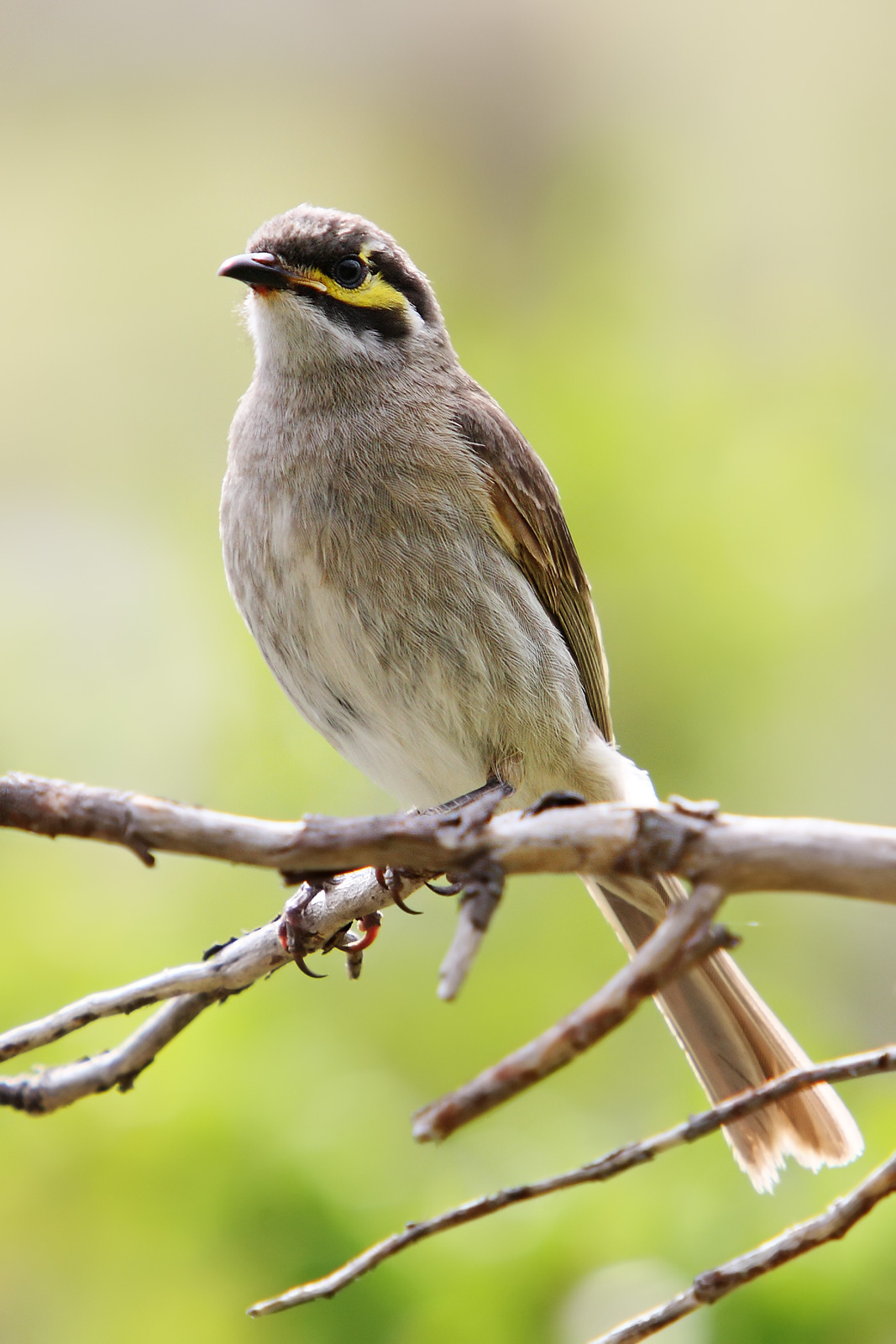
Жовтощокий медник має помітні жовті смуги на щоках

Жовтощокий медник — невеликий або середнього розміру птах, середня довжина якого становить 15-17,5 см, розмах крил 21,5-26 см, вага 12,5-20,5 г, в середньому 17 г. Він має переважно сірувато-коричневе забарвлення, а на голові з боків у нього є характерні жовті смуги, через які він отримав свою назву. Жовте пір'я утворює вузьку смужку над дзьобом, яка розширюється і вигинається під оком, закінчуючись маленькою білою плямою на покривних перах вух. Ця жовта смуга зверху і знизу окаймлена двома чорними смугами, верхня з яких іде через очі і закінчується маленькою жовтою або білуватою плямою позаду ока, а нижня має таку ж довжину, що і жовта смуга. Підборіддя, горло та груди блідо-сірувато-коричневі з трохи темнішими сірими прожилками, живіт світло-сірий. Верхня частина тіла темно-сіро-коричнева або оливково-коричнева. Зовнішні краї махових пер оливково-зелені. Дзьоб чорний, дещо вигнутий донизу, внутрішня частина дзьоба кремова. Лапи сірувато-коричневі. У дорослих птахів райдужки темно-сині. 
Виду не притаманний виражений статевий диморфізм, хоча самці є в середньому на 0,8 г важчими за самиць. Молоді птахи є дуже схожими на дорослих птахів, однак смужки на грудях у них менші, очі карі, дзьоб має оранжево-коричневий кінчик, його внутрішня частина більш жовта. Помітні відмінності між підвидами відсутні.

### Вокалізація
Жовтощокий медник одним із перших починає співати вранці. Він видає голосні і різноманітні звуки. За двадцять-тридцять хвилин до світанку самець починає співати зі свого сідала. Його спів може тривати близько години. Пісня птаха являє собою жваву, бадьору серію звуків: «chick-up, chick-up», від чого походить одна з місцевих назв птаха — «quitchup». Інші жовтощокі медники часто видають зустрічний спів, тобто повторюють пісню за першим птахом. Територіальний сигнал, який також видають суперники під час бійки, звучить як довгий, висхідний «прііт». Сигнал тривоги — гучна, свистяча трель. Звичайні поклики, які вважаються контактними, — це жваві цвірінькання, які складаються з двох нот, і різними авторами описуються як «terric, terric», «cr-rook, cr-rook» або «put-put, put-put».

## Поширення і екологія

### Середовище проживання

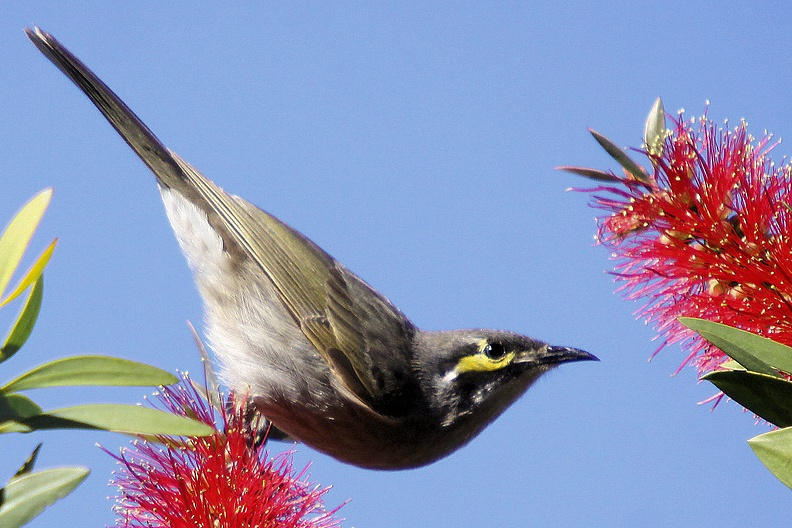
Жовтощокі медники іноді зустрічаються в садах

Жовтощокі медники поширені на сході і південному сході Австралії, переважно в прибережних районах. Вони живуть в різноманітних ландшафтах — від склерофітних рідколісь, що ростуть на прибережних дюнах, до високогірних субальпійських районів і галерейних лісів. Найбільш часто вони зустрічаються в рідколіссях, де переважають Corymbia maculata і різні види евкаліптів, такі як Eucalyptus crebra і Eucalyptus melanophloia, з рідким чагарниковим підліском. Дещо рідше вони трапляються в сухих рідколіссях і відкритих лісових масивах, де переважають дерева з родів Angophora, Acacia, Banksia, Casuarina і Callitris, або у високогірних відкритих лісах, де домінують високі дерева Eucalyptus delegatensis і рідколіссях, де домінують Eucalyptus pauciflora і Eucalyptus albens. Жовтощокі медники також спостерігалися в прибережних пустищах під час цвітіння банксії та в квітучих мангрових лісах. Вони займають території, порослі бур'янами, такими як Cytisus scoparius і Rubus, а також трапляються в освоєних районах, зокрема в парках і садах, де птахи живляться фруктами і квітами. Жовтощоких медників можна знайти в лісах, що відновлюються після пожежі або вирубки, хоча вони більш поширені у перестійних лісах.
Щільність популяції жовтощоких медників коливається від 0,01 птахів на гектар біля Армідейла в Новому Південному Уельсі до 7,8 птахів на гектар у Тарнагуллі, Вікторія. Взимку, у червні-липні, чисельність птахів скорочується у Вікторії і збільшується в Квінсленді, що пов'язано з міграцією на північ.

### Міграція
Популяції жовтощоких медників можуть бути як осілими, так і мігруючими, однак мігруючі серед них переважають. Восени (з березня по травень) вони мігрують на північ вздовж Великого Вододільного хребта і східного узбережжя Австралії до південного Квінсленда, щоб повернутися навесні (з серпня по жовтень) того ж року. На міграції птахи зазвичай утворюють зграї від 10 до 100 птахів, однак іноді зграї можуть нараховувати до 1000 птахів або більше. До зграй можуть долучатися і інші види, зокрема червоноброві медопійники (Melithreptus lunatus), східні медники (Ptilotula fusca), гологолові медівники (Philemon corniculatus) і сивоспинні окулярники (Zosterops lateralis). Протягом одного дня в травні 1965 року повз Гастінгс-Пойнт (передмістя Мельбурна) на північ пролетіли понад 100 тисяч птахів.
Жовтощокі медники здатні виявляти магнітне поле Землі та використовують його для навігації під час міграції. Експерименти, у яких вертикальна складова магнітного поля змінювалася, показали, що магнітний компас цих птахів базується на нахилі силових ліній, а не на полярності, тобто вони розрізняють напрямки на екватор і на південний полюс, а не на північ і південь. Їх політ відбувається в одному загальному напрямку, але не по прямій лінії, оскільки зграї оминають міста, залишаючись у лісистій місцевості.
Міграція багатьох птахів Австралії, зокрема медолюбів, зазвичай описується як реакція на зовнішні подразники навколишнього середовища, такі як наявність їжі або води. Було виявлено, що жовтощокий медоїд має низку рис, які частіше зустрічаються у мігруючих птахів Північної півкулі. До них зараховують річний міграційний цикл, відповідну сезонну орієнтацію на основі магнітних, сонячних і поляризованих світлових сигналів, а також використання магнітного компасу під час міграції.

## Поведінка
Жовтощокі медники зазвичай зустрічаються поодинці, парами або невеликими сімейними зграйками до 10 птахів, за винятком міграції. Іноді вони приєднуються до змішаних зграй разом з іншими комахоїдними птахами. Ведуть денний спосіб життя.

### Живлення

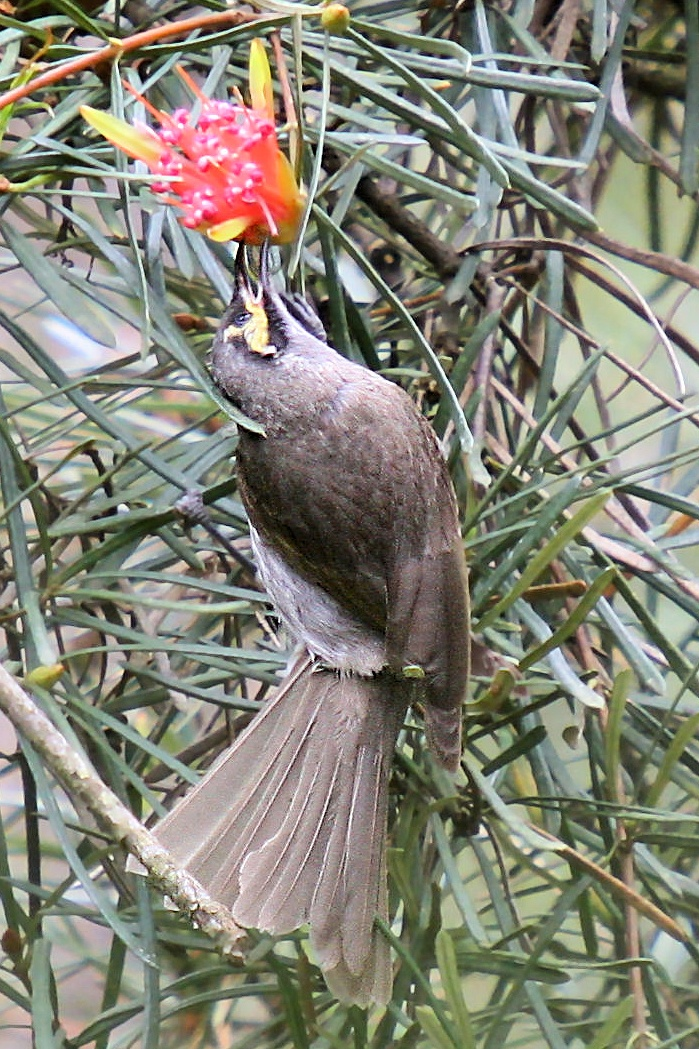
Жовтощокий медник проколює біля основи квітку Lambertia formosa і живиться нектаром

Жовтощокі медники мають відносно короткий дзьоб як на медолюбів, пристосований до змішаного харчування. Їх раціон складається з нектару, пилку, плодів, насіння, паді, комах (переважно двокрилих і твердокрилих — мух, комарів, мошок, жуків та їх личинок) і павуків. Птахи ведуть деревний спосіб життя, шукають їжу переважно серед листя і квітів дерев, кущів і омели, рідше на гілках і стовбурах дерев, іноді на землі. Під час пошуку їжі жовтощокі медники витрачають приблизно 40% свого часу на пошуки нектару і 60% — на пошуки комах. Вони ловлять комах серед листя і в польоті, чатують на них або виймають з тріщин в корі. Дослідження пилку на дзьобах і лобах спійманих жовтощоких медників показало, що 70% птахів переносили пилок Banksia marginata, 61% птахів — Banksia ericifolia і 22% птахів — пилок інших видів цього району, зокрема Banksia oblongifolia, Lambertia formosa і Grevillea mucronulata.
У квітні-травні, перед осінньою міграцією, жовтощокі медники збільшують споживання нектару, таким чином набираючи вагу. Середня маса тіла птаха пізньою осінню становить 17,5 г і є на 13% вищою за середню вагу, зареєстровану в період з січня по квітень. Жовтощокі медники починають міграцію, набравши достатню кількість жиру.

### Розмноження

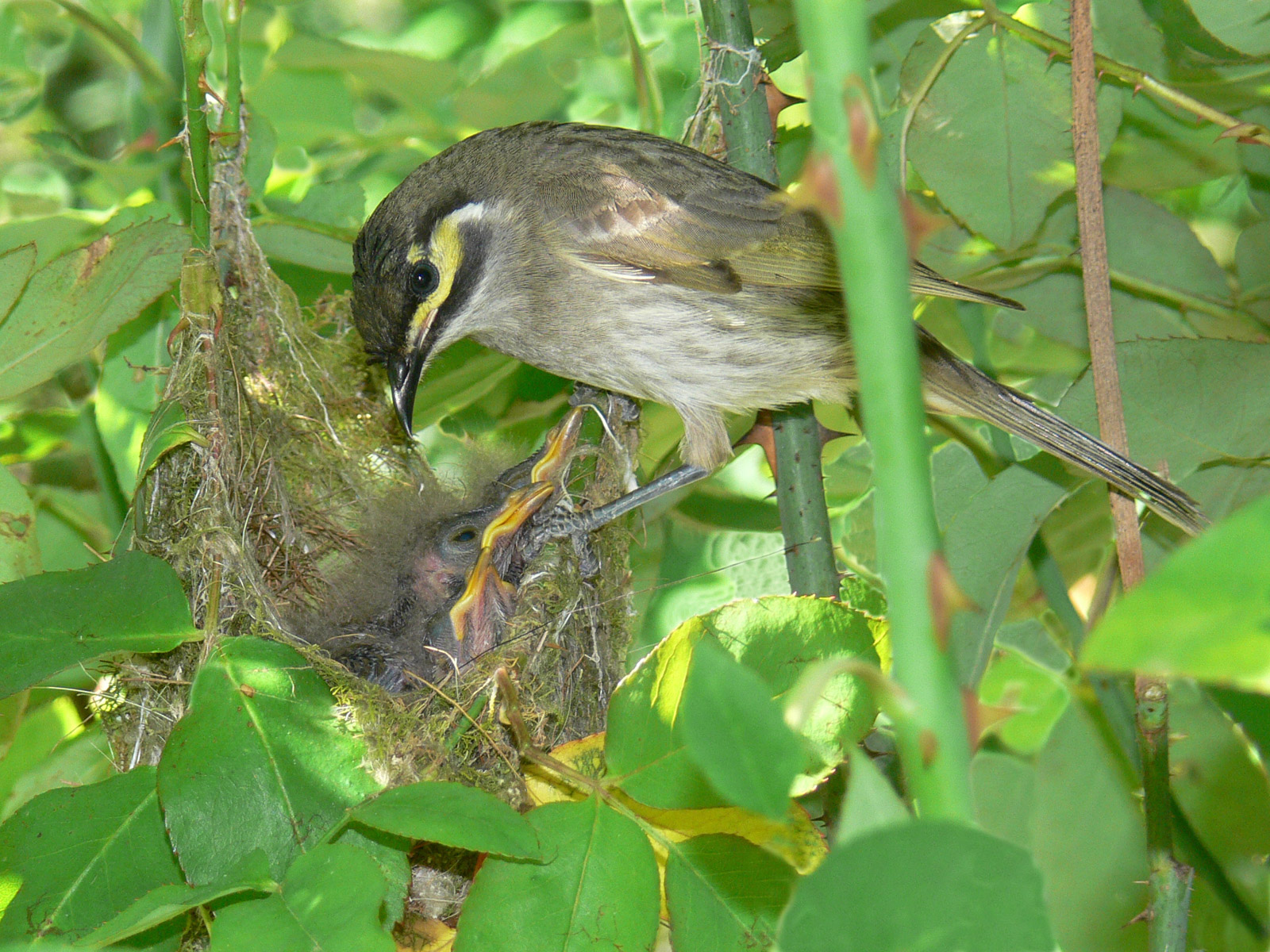
Жовтощокий медник і троє пташенят в гнізді

Сезон розмноження у жовтощоких медників триває з липня по березень, причому перелітні популяції гніздяться пізніше, ніж осілі. В цей період вони формують моногамні пари, які, однак, не є міцними: встановлено, що лише 10 з 18 пташенят є насправді потомками самця і самиці з однієї гніздової пари, тоді як у решти 8 пташенят батьком був якийсь інший самець. Це суперечить звичайній моделі, де генетична моногамія пов’язана з формуванням стабільних пар, істотним батьківським внеском у догляд за потомством та відсутністю статевого диморфізму, що, наприклад, спостерігається у жовтих медників (Stomiopera flava).
Під час сезону розмноження жовтощокі медники демонструють територіальну поведінку, агресивно реагуючи на інших птахів, зокрема на шиподзьобів, медолюбів-шилодзьобів і сивоспинних окулярників, причому самці є більш агресивними за самиць. Протягом сезону розмноження самиці повторно гніздяться 2-3 рази, іноді більше разів, разом з тим самим партнером на тій же території. Деякі закільцьовані птахи гніздилися в одному місці протягом п'яти років.
Гнізда жовтощоких медників розміщуються в чагарниковому підліску, відносно близько до землі. Птахи віддають перевагу кущам Coprosma quadrifida, Cassinia, Melaleuca, евкаліптовим і акацієвим заростям. Гніздо являє собою чашоподібну структуру, роздуту з боків і більш вузьку з краю. Будує гніздо самиця, однак її часто супроводжує самець, коли вона збирає матеріал для гніздування. Більшість гнізд робляться з зеленого рослинного матеріалу, який різниться в залежності від району: у прибережних районах основним матеріалом виступає трава, а в гірських лісах гніздо часто покривається мохом. Було зафіксовано, як один птах неодноразово перелітав від гнізда до коали, що знаходилась на відстані 36 метрів від гнізда, і вищипував її довгу шерсть біля вух, щоб встелити нею гніздо. Гніздо має дуже тендітну будову, крізь його тонкі стінки можна побачити яйця. Відомі випадки, коли гніздо розвалювалося, а яйця і пташенята падали на землю.
Яйця жовтощоких медників рожевувато-білі, поцятковані темно-червонувато-коричневими плямами, розміром 21×14 мм. В кладці від 1 до 3 яєць, інкубаційний період триває 2 тижні. Насиджують лише самиці. І самиці, і самці доглядають за пташенятами, годують їх і викидають з гнізда фекальні мішечки. Пташенята покидають гніздо через 13 днів після вилуплення, а ще через 2 тижні вони стають повністю самостійними і покидають батьківську територію.
Жовтощоким медникам притаманна висока смертність: успішність гніздування у них може становити лише 16%. Причини високої смертності різноманітні: спекотна погода, сильні зливи, діяльність людини (зокрема використання хімікатів і пошкодження гнізда), гніздовий паразитизм і хижацтво з боку псевдокобр, котів і куравонгів. Згідно з дослідженням 2003 року, 74,5% з 106 знищених кладок були знищені хижаками. Серед видів, які паразитують у гніздах жовтощоких медників, є віялохвості кукавки (Cacomantis flabelliformis), австралійські кукавки (Cacomantis variolosus), бліді зозулі (Cacomantis pallidus), смугастощокі дідрики (Chrysococcyx lucidus) і рудохвості дідрики (Chrysococcyx basalis). Після успішних і невдалих спроб гніздування жовтощокі медники гніздяться повторно.

## Збереження
На жовтощоких медниках виявлено декілька видів ектопаразитів, які можуть впливати на виживання та репродуктивність: іксодові кліщі з роду Ixodes, Ptilonyssus meliphagae і P. thymanzae з родини Rhinonyssidae та деякі інші.
Загалом жовтощоким медникам необхідні екокоридори з дорослих дерев уздовж їхніх міграційних шляхів і квітучі ліси для гніздування, тому вони є вразливими до знищення природного середовища — розчищення земель, надмірного випасу і зараження бур'янами. Однак вони є досить поширеними птахами в межах свого ареалу, через що Міжнародний союз охорони природи (МСОП) класифікує їх як такий вид, що не потребує особливих заходів зі збереження. За оцінками дослідників, загальна популяція цього виду становить приблизно 100 тисяч птахів. У деяких районах жовтощокі медники вважаються шкідниками фруктових садів.
Польовий експеримент, який мав виявити успішність гніздування жовтощоких медників у фрагментованих середовищах проживання, показав, що птахи, які гніздилися ближче до узлісся, насправді були більш успішними, ніж ті, що гніздилися в гущавині. Однак ці птахи віддають перевагу гніздуванню саме в глибині лісу. Досліди з природними та штучними гніздівлями на різних відстанях від відкритої місцевості не показали збільшення на узліссі чисельності хижаків, що полюють на птахів. Результати польового експерименту не підтверджують теорії «екологічної пастки» та «напливу хижаків» і демонструють, що фрагментовані оселища можуть бути не такими проблемними, як вважалося раніше.